# Liste des sites classés et inscrits de l'Allier

Le département de l'Allier en rouge sur la carte

Cet article recense les sites classés et inscrits dans l'Allier, en France.

## Liste

### Sites classés
En 2024, l'Allier compte 11 sites classés,,.
| Site                                                    | Communes              | Date              | Superficie (ha) | Critères et notes | Coordonnées                 | Photo |
| ------------------------------------------------------- | --------------------- | ----------------- | --------------- | --- | --------------------------- | ----- |
| Rocher du Pas de la Mule                                | Braize                | 19 février 1934   | 1,21            | Tout critère | 46° 39′ 35″ N, 2° 38′ 55″ E |       |
| Rocher des Andars                                       | Le Brethon            | 23 avril 1934     | 0,13            | Tout critère Rocher de silex en forêt de Tronçais.                                                                                 | 46° 36′ 11″ N, 2° 44′ 33″ E |       |
| Église, château et parc                                 | Chapeau               | 24 décembre 1974  | 15,73           | Tout critère Château : Classé MH (1972).                                                                                           | 46° 29′ 14″ N, 3° 30′ 59″ E |       |
| Gorges de la Sioule                                     | Chouvigny             | 23 novembre 1987  | 196,74          | Pittoresque La protection s'étend également sur la commune de Saint-Gal-sur-Sioule dans le Puy-de-Dôme.                            | 46° 07′ 26″ N, 2° 58′ 36″ E |       |
| Parc du château de La Palice                            | Lapalisse             | 24 avril 1968     | 5,53            | Pittoresque Classé MH (1999) | 46° 14′ 55″ N, 3° 38′ 22″ E |       |
| Place publique                                          | Montaigu-le-Blin      | 10 septembre 1921 | 2,01            | Tout critère | 46° 17′ 42″ N, 3° 30′ 38″ E |       |
| Anciens remparts et jardins bordant le boulevard Carnot | Montluçon             | 30 juin 1951      | 1,88            | Tout critère | 46° 20′ 28″ N, 2° 36′ 19″ E |       |
| Château de La Guerche et ses abords                     | Nassigny              | 16 avril 1943     | 1,02            | Tout critère | 46° 29′ 57″ N, 2° 37′ 22″ E |       |
| Tilleuls et ormeau                                      | Saint-Fargeol         | 4 juin 1934       | 0,04            | Tout critère Trois tilleuls et un ormeau, situés à plusieurs endroits de la commune. L'ormeau, mort en 1984, a été abattu en 1987. | 46° 08′ 11″ N, 2° 38′ 50″ E |       |
| Vestiges du château de l'Ours                           | Sainte-Thérence       | 13 octobre 1941   | 0,05            | Tout critère Inscrit MH (1995) | 46° 15′ 38″ N, 2° 34′ 24″ E |       |
| Parc de Balaine et ses plantations                      | Villeneuve-sur-Allier | 18 janvier 1944   | 39,25           | Tout critère | 46° 41′ 50″ N, 3° 14′ 51″ E |       |

### Sites inscrits

#### Sites actuels
En 2024, l'Allier compte 25 sites inscrits,.
| Site                                                                                               | Communes                                    | Date              | Superficie (ha) | Notes                                                                                           | Coordonnées                 | Photo |
| -------------------------------------------------------------------------------------------------- | ------------------------------------------- | ----------------- | --------------- | ----------------------------------------------------------------------------------------------- | --------------------------- | ----- |
| Vieux bourg                                                                                        | Ainay-le-Château                            | 13 février 1979   | 30,79           |                                                                                                 | 46° 42′ 33″ N, 2° 41′ 16″ E |       |
| Centre ancien de Vichy et rives d'Allier                                                           | Bellerive-sur-Allier, Vichy                 | 5 octobre 1982    | 450,54          |                                                                                                 | 46° 08′ 16″ N, 3° 24′ 33″ E |       |
| Bourg de Billy                                                                                     | Billy, Marcenat                             | 12 juin 1975      | 411,69          |                                                                                                 | 46° 13′ 58″ N, 3° 25′ 52″ E |       |
| Château de Busset et son parc                                                                      | Busset                                      | 31 juillet 1945   | 9,71            | Classé MH (1981)                                                                                | 46° 03′ 49″ N, 3° 30′ 28″ E |       |
| Parc du château de La Chapelle                                                                     | La Chapelle                                 | 2 juillet 1975    | 8,06            |                                                                                                 | 46° 05′ 34″ N, 3° 34′ 10″ E |       |
| Abords de l'église                                                                                 | Châtel-Montagne                             | 4 janvier 1938    | 1,94            |                                                                                                 | 46° 06′ 56″ N, 3° 41′ 00″ E |       |
| Butte de l'église                                                                                  | Châtel-de-Neuvre                            | 31 juillet 1975   | 9,23            |                                                                                                 | 46° 24′ 15″ N, 3° 18′ 49″ E |       |
| Église, cimetière et ruines du château                                                             | Chouvigny                                   | 8 août 1945       | 0,16            |                                                                                                 | 46° 07′ 33″ N, 2° 59′ 28″ E |       |
| Viaducs de la Bouble et du Belon, et leurs abords                                                  | Coutansouze, Échassières, Louroux-de-Bouble | 27 août 1991      | 166,08          | Viaduc de la Bouble : Inscrit MH (2009) Viaduc du Belon : Inscrit MH (2009)                     | 46° 13′ 24″ N, 2° 57′ 50″ E |       |
| Parc du château de Contresol                                                                       | Le Donjon, Saint-Didier-en-Donjon           | 15 mars 1976      | 171,53          | Classé MH (2006)                                                                                | 46° 21′ 31″ N, 3° 49′ 41″ E |       |
| Église, hôpital et couvent d'Ébreuil                                                               | Ébreuil                                     | 8 août 1945       | 1,75            | Église : Classée MH (1914)                                                                      | 46° 06′ 53″ N, 3° 05′ 18″ E |       |
| Bourg d'Hérisson et vallée de l'Aumance                                                            | Hérisson                                    | 30 avril 1974     | 607,14          |                                                                                                 | 46° 30′ 27″ N, 2° 43′ 16″ E |       |
| Saut du Loup                                                                                       | Hérisson, Venas                             | 20 septembre 1948 | 6,23            |                                                                                                 | 46° 29′ 55″ N, 2° 44′ 36″ E |       |
| Château de Bisseret et ses abords                                                                  | Lavault-Sainte-Anne                         | 1er octobre 1974  | 35,61           | Inscrit MH (2015)                                                                               | 46° 18′ 54″ N, 2° 37′ 01″ E |       |
| Rocher Saint-Vincent                                                                               | Lavoine                                     | 6 mai 1974        | 65,19           |                                                                                                 | 45° 59′ 31″ N, 3° 41′ 41″ E |       |
| Butte de l'ancien château de Montaigu-le-Blin                                                      | Montaigu-le-Blin                            | 19 décembre 1944  | 6,72            | Classé MH (1926)                                                                                | 46° 17′ 47″ N, 3° 30′ 46″ E |       |
| Butte de l'ancien château de Murat                                                                 | Murat                                       | 8 août 1945       | 4,53            | Inscrit MH (1930)                                                                               | 46° 23′ 58″ N, 2° 54′ 25″ E |       |
| Église, château, domaine des Vergers et bourg de Nassigny                                          | Nassigny                                    | 24 août 1976      | 107,29          | Château : Inscrit MH (1979)                                                                     | 46° 29′ 54″ N, 2° 36′ 35″ E |       |
| Butte du château de Rochefort                                                                      | Saint-Bonnet-de-Rochefort                   | 19 décembre 1944  | 2,44            | Inscrit MH (2015)                                                                               | 46° 08′ 06″ N, 3° 07′ 49″ E |       |
| Étangs de Saloup, de Saint-Bonnet, de Morat et de Tronçais                                         | Saint-Bonnet-Tronçais                       | 21 février 1934   | 88,19           | Les étangs sont situés dans la forêt de Tronçais. Chacun fait l'objet d'une ZNIEFF de type I, . | 46° 38′ 37″ N, 2° 42′ 09″ E |       |
| Vieille forge du XVIIIe siècle, halle à charbon et petit édifice en bordure de l'étang de Tronçais | Saint-Bonnet-Tronçais                       | 1er août 1952     | 0,32            |                                                                                                 | 46° 38′ 28″ N, 2° 43′ 13″ E |       |
| Lac de Sidiailles et ses abords                                                                    | Saint-Éloy-d'Allier                         | 23 septembre 1983 | 780,14          | La protection s'étend également sur la commune de Sidiailles dans le Cher.                      | 46° 29′ 59″ N, 2° 19′ 47″ E |       |
| Puy Saint-Ambroise et abords                                                                       | Saint-Léon                                  | 16 septembre 1998 | 1 108,07        |                                                                                                 | 46° 25′ 10″ N, 3° 42′ 18″ E |       |
| Ruines du château de Thizon                                                                        | Saint-Victor                                | 31 juillet 1945   | 0,24            |                                                                                                 | 46° 24′ 14″ N, 2° 38′ 01″ E |       |
| Parc du château de Panloup                                                                         | Yzeure                                      | 1er août 1975     | 9,36            | Inscrit MH (1947)                                                                               | 46° 33′ 09″ N, 3° 21′ 13″ E |       |

#### Anciens sites
Cinq sites de l'Allier, précédemment inscrits, ont été radiés en 2022 et requalifiés en sites patrimoniaux remarquables :
- Bourbon-l'Archambault : butte du château des ducs de Bourbon et étang
- Charroux : village
- Moulins : centre ancien
- Montluçon : ensemble urbain
- Souvigny : vieux quartiers